# Aeroperlas
Aeroperlas (acronimo di Aerolíneas Islas de Las Perlas) era una compagnia aerea regionale con sede a Panama, capitale di Panama. Era la terza compagnia aerea più grande del paese, superata solo da Air Panama e Copa Airlines. Dal suo hub presso gli aeroporti internazionali Marcos A. Gelabert ed Enrique Malek, Aeroperlas operava oltre 50 voli di linea giornalieri verso 15 destinazioni nazionali, oltre a voli charter e corrieri. Le sue rotte erano parte del sistema di compagnie aeree regionali Grupo TACA.
Il 29 febbraio 2012 Aeroperlas cessò ogni attività a causa dei problemi finanziari insorti negli anni.

## Storia

### Anni di inaugurazione e ampliamento

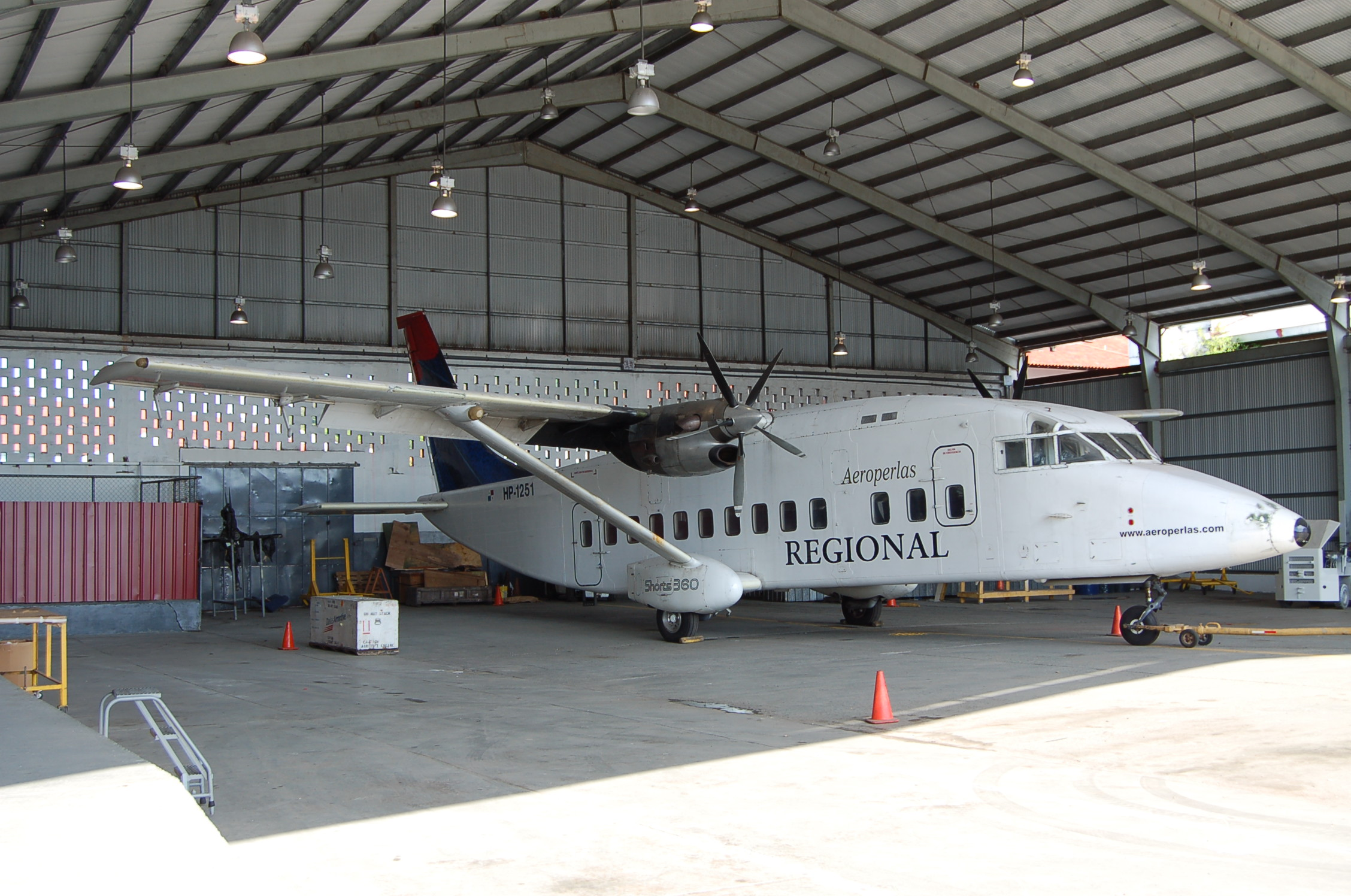
HP-1251, uno degli Short 360 di Aeroperlas, in un hangar dell'aeroporto di Panama nel 2011.

La compagnia aerea era stata fondata nel giugno 1970 come Aerolíneas Islas de las Perlas, iniziando ad operare poco dopo. Era una società statale dal 1976 al 1987, quando è stata venduta a privati.
Alla fine degli anni '90, Aeroperlas era di proprietà di APAIR (80%) e della società madre di American Eagle Airlines, AMR Corporation (20%). Secondo Dan Garton, AMR acquistò una quota di Aeroperlas per trovare un modo per razionalizzare la flotta di American Eagle e collocare i propri Short 360 in un'altra compagnia aerea. Non è chiaro se AMR sia rimasta azionista della compagnia aerea nel 2009. Nel 1996, Aeroperlas iniziò i voli internazionali, aprendo rotte per la Costa Rica.
Nel 2004, Aeroperlas era diventata un membro affiliato del Grupo TACA ed apportò grandi miglioramenti in termini di sicurezza.
Nell'ottobre 2007 divenne la prima compagnia aerea regionale panamense ad essere certificata secondo i severi regolamenti dell'agenzia dell'autorità aeronautica civile (ACC) di Panama. Era anche la prima compagnia aerea di Panama a neutralizzare le emissioni di CO2, per via di una partnership con il gruppo per la conservazione della natura ANCON, che includeva la promozione della conservazione degli alberi in una riserva privata nella provincia di Darién.
Nel luglio 2011, Aeroperlas diede inizio ai voli di linea dal terminal nazionale dell'aeroporto internazionale di Tocumen alle province di Chirquí e Bocas del Toro, con uno scalo all'aeroporto internazionale Albrook "Marcos A. Gelabert".

### Declino e chiusura

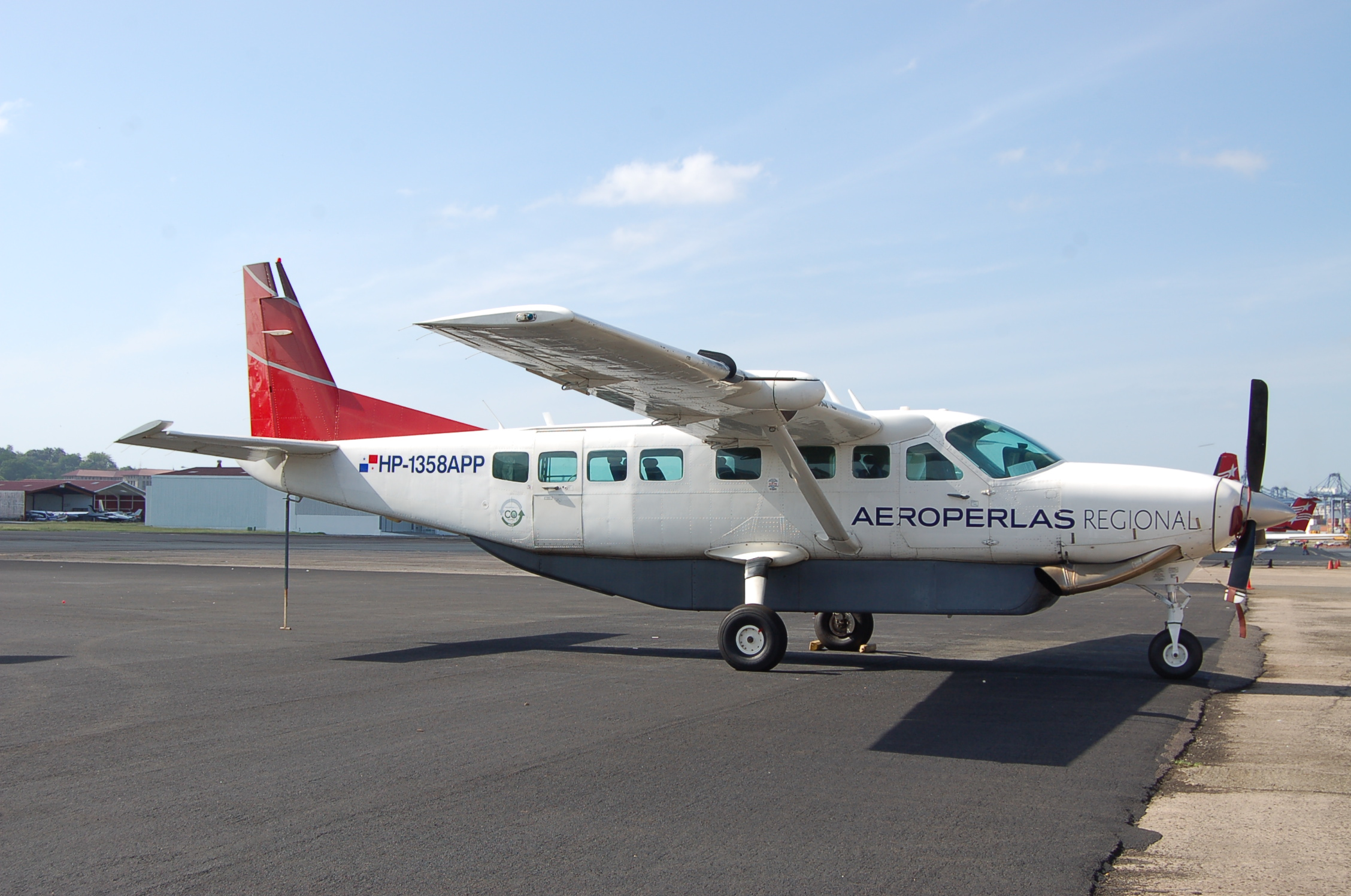
Un Cessna 208B di Aeroperlas. Erano velivoli facili da operare e non troppo costosi.

L'inizio della fine per Aeroperlas giunse nel 2010, quando due incidenti ben pubblicizzati coinvolgenti degli ATR 42 indussero l'autorità aeronautica civile di Panama a sollevare diversi problemi di sicurezza e manutenzione. Di conseguenza, la fiducia del pubblico in Aeroperlas subì un duro colpo, con un calo di un terzo del numero di passeggeri. Ciò causò nella compagnia aerea gravi problemi finanziari e il ritiro dalla flotta di tutti i de Havilland Canada DHC-6 Twin Otter, in seguito venduti ad altre compagnie aeree o demoliti.
Nel febbraio 2012, centinaia di persone della tribù Ngobe-Bugle bloccarono diversi punti dell'autostrada Panamericana a Panama per quasi una settimana, protestando contro un progetto minerario nel Cerro Colorado. Ciò causò gravi disagi al traffico al punto che l'allora Ministro del Turismo, Salomoh Shamah, decise di creare un ponte aereo nazionale per spostare persone e turisti bloccati in autostrada, alle stazioni degli autobus e negli aeroporti, e rifornimenti critici senza alcuna costo. Questa situazione aggravò i problemi finanziari di Aeroperlas al punto da farla entrare nel capitolo 11 della protezione fallimentare.
Il 29 febbraio 2012 Aeroperlas cessò l'attività, adducendo condizioni di mercato e un modello di business obsoleto. Circa 150 dipendenti sono dunque rimasti senza lavoro e sono stati trasferiti ad Air Panama insieme alle rotte lasciate dalla compagnia aerea e da Copa Airlines. Il 6 marzo 2012 Aeroperlas effettua il suo ultimo volo di linea ufficiale dall'aeroporto di Tocumen a Bocas del Toro, ponendo così fine a 41 anni di attività.

## Flotta
La flotta di Aeroperlas comprendeva (a partire da settembre 2010) 2 ATR 42-300 da 42 posti, gestiti da TACA Regional, e 2 Cessna 208B Grand Caravan da 12 posti.

### Flotta storica
In precedenza la compagnia aerea operava con i seguenti aeromobili:
- 2 Beechcraft Model 99
- 2 Canadair CC-109 Cosmopolita
- 15 de Havilland Canada DHC-6 Twin Otter
- 4 Embraer EMB 110 Bandeirante
- 3 GAF Nomad
- 8 Short 360

## Incidenti ed inconvenienti
Durante i suoi primi anni di attività, Aeroperlas aveva un record di sicurezza tutt'altro che ammirevole (come descritto di seguito). Tuttavia, dalla sua affiliazione commerciale con TACA Airlines nel 2004, le procedure operative erano state migliorate e la tecnologia di sicurezza sugli aerei aggiornata. L'insediamento di un nuovo team di gestione incentrato sulla sicurezza alla fine del 2005 migliorò la sicurezza di Aeroperlas. Nel 2006, secondo i numeri ufficiali pubblicati dall'Autorità per l'Aviazione Civile Panamense, Aeroperlas subì un solo incidente minore, lo stesso record di sicurezza raggiunto dalla Copa Airlines di Panama nello stesso periodo.
A partire dal 15 maggio 2007, Aeroperlas aveva un record di sicurezza pulito e iniziò a puntare sulla sua forza di sicurezza nelle attività commerciali (ad esempio, il suo slogan recitava "Vola sicuro, vola Aeroperlas").
- 18 aprile 1990[4] - Il motore n. 2 di un De Havilland Canada DHC-6 Twin Otter (registrato N187SA) si guastò poco dopo il decollo dall'aeroporto dell'isola di Contadora. Il piccolo aereo entrò in una virata discendente che lo fece precipitare in mare. Dei 19 passeggeri e 3 membri dell'equipaggio che erano a bordo ne sopravvissero solo 2.
- 17 marzo 2000[5] - Un altro Twin Otter (HP-1267APP) partì dall'aeroporto Internazionale Marcos A. Gelabert alle 08:46 per effettuare un volo passeggeri di linea per Puerto Obaldía, Guna Yala. L'aereo scomparve circa 20 minuti prima dell'ETA. L'altitudine lungo il percorso era di 7.500 piedi (2.300 m) e le condizioni meteorologiche consentivano il volo a vista. Inizialmente, si pensava che l'aereo fosse stato dirottato in Colombia. Tuttavia il 22 marzo un gruppo di ricerca a bordo di un Cessna 208B Grand Caravan (HP-1355APP) localizzò il relitto a 12,5 NM da Puerto Obaldía alle 11:35. I resti del velivolo si trovavano al livello di 2.500 piedi (760 m) di una montagna alta 2.790 piedi (850 m). Nessuno degli 8 passeggeri e dei 2 membri dell'equipaggio è sopravvissuto.
- 9 settembre 2000[6] - Il Twin Otter HP-1276APP rimase danneggiato durante un'invasione di pista dell'aeroporto di Rio Sidra durante l'atterraggio scontrandosi con un albero. I 19 passeggeri e i 2 membri dell'equipaggio a bordo dell'aereo rimasero illesi e l'aereo è stato riparato. Lo stesso velivolo, pilotato dallo stesso pilota, dovette effettuare un atterraggio precauzionale all'aeroporto Enrique Jiménez a causa di problemi al motore il 12 giugno 2000.
- 16 agosto 2004[7] - Un Cessna 208B Grand Caravan (registrato HP-1397APP) diretto a Chitré, provincia di Herrera, subì un guasto al motore e dovette effettuare un atterraggio di emergenza su una piccola strada attiva nel distretto di Arraiján. Il velivolo subì dei danni considerevoli quando colpì un albero, venendo così radiato dai registri della compagnia, ma tutti i 5 passeggeri e 2 membri dell'equipaggio rimasero illesi.
- 16 maggio 2009 - Un altro Twin Otter subì dei danni poco dopo l'atterraggio all'aeroporto di Cartí quando uscì di pista. La ruota destra del carrello d'atterraggio principale si bloccò nell'erba/fango e l'aereo virò di 90 gradi verso la pista prima di precipitare nell'erba. Il cono del muso volò via nel conseguente impatto con danni visibili alla fusoliera e ad entrambe le estremità alari. Tutti i 15 passeggeri e 2 membri dell'equipaggio sopravvissero.

### Dirottamenti
- Il 5 luglio 1990 un Twin Otter fu dirottato da degli uomini che chiedevano di essere portati in Colombia. Il dirottamento durò meno di un giorno. Il Twin Otter è stato rubato dalle Forze Armate Rivoluzionarie della Colombia lo stesso giorno su un volo da Colón e distrutto nell'agosto 1990.